# Catoptria lythargyrella
Catoptria lythargyrella là một loài bướm đêm thuộc họ Crambidae. Nó được tìm thấy ở châu Âu.
Sải cánh dài 24–34 mm. Con trưởng thành bay từ tháng 7 đến tháng 9 tùy theo địa điểm.
Ấu trùng ăn các loài mosses, but also on Ryegrass và Poa khác nhau.